# Ofu-Olosega
Ofu et Olosega sont deux îles reliées des Samoa américaines.
Ce sont deux îles volcaniques reliées par un pont naturel corallien de 137 m de large qui avant les années 1970 n'était franchissable qu'à marée basse.
La plus haute montagne est le mont Tumutumu (491 m) sur Ofu, tandis que sur Olosega, c'est le mont Piumafua (629 m). La plus récente éruption volcanique s'est déroulée en 1866 à 3 km au sud-est d'Olosega.
Ofu dispose d'un petit aéroport.